# Voie du salut dans le jaïnisme
 (novembre 2006).
La voie du salut dans le jaïnisme constitue la doctrine jaïne pour la progression spirituelle. Elle s'organise autour des Trois Joyaux, qui en sont les éléments fondamentaux, à savoir la foi ou vision juste, la connaissance juste et la conduite juste. Ces « Trois Joyaux » sont interdépendants. Ils sont liés aux tattva et font partie de la voie à suivre pour atteindre la libération (moksha).

## La triple voie
À partir des éléments de base de la philosophie jaïna, les pouvoirs de l'âme sont paralysés, du fait de son association à la matière karmique, et que c'est la raison pour laquelle l'homme ne se trouve pas dans un état de perfection. Il en ressort, par conséquent, que pour que le bonheur parfait et éternel soit atteint, il faut libérer totalement l'âme des karma.

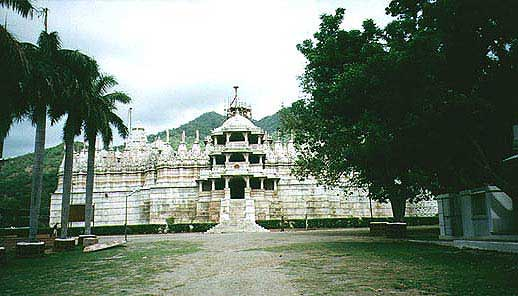
L'entrée du temple jaïn d'Adinatha, à Ranakpur (Rajasthan), XVe siècle.

Le jaïnisme pense que l'homme peut parvenir, bien qu'imparfait, à délivrer son âme, grâce à ses efforts personnels, sans l'aide d'un agent extérieur, et que le plus grand bonheur, pour lui, consiste à s'affranchir définitivement du cycle des naissances et des morts et à obtenir le salut (« Par la croyance à la transmigration des âmes, la religion jaïna, de même que la plupart des autres religions orientales, est moins rigoureuse que le catholicisme, par exemple, qui fait craindre la damnation éternelle à l'issue d'une seule vie terrestre ». ).
Pour rompre les attaches avec ce monde, plein de tristesse et de douleur, et pour parvenir au bonheur transcendantal, il faut une méthode sûre. À la question ainsi posée, la religion jaïna apporte une réponse précise.
Le texte le plus sacré des jaïns, le Tattvârtha-adhigama-sûtra, dit, sous forme d'aphorisme, dans sa première règle: « La Foi Juste, la Connaissance Juste et la Conduite Juste constituent, ensemble, la Voie du Salut ».
La Foi juste (samyag-darshana), la Connaissance juste (samyag-jnâna) et la Conduite juste (samyak-châritra) sont appelées les « Trois Joyaux », dans les écritures jaïna.
Ces « Trois Joyaux » (ratna traya) ne sont pas considérés séparément comme trois voies différentes, mais comme en formant ensemble une seule. C'est la raison pour laquelle les jaïns assurent avec vigueur que les trois doivent être réalisées, pour parvenir au salut (moksha).
Cette ferme conviction provient de ce que leurs écritures insistent beaucoup pour que les trois voies soient suivies simultanément.
Il est un fait certain que, pour soigner une maladie, la foi dans l'efficacité du remède, la connaissance de son utilisation et sa prise régulière sont, toutes les trois, essentielles. De même, pour obtenir le salut (l'émancipation, la libération de l'âme), la foi dans l'efficacité du jaïnisme, sa connaissance, et sa pratique régulière, sont absolument indispensables.
La voie du salut est comparée, dans la littérature jaïna, à une échelle, avec ses deux montants latéraux et ses traverses centrales formant les échelons. Les deux montants, ce sont la Foi juste et la Connaissance juste, les échelons, ce sont les étapes graduelles de la Conduite juste. Il est évident que l'on peut monter l'échelle que si les deux montants et les échelons sont solides. L'absence de l'un d'eux rend la montée impossible.
Ainsi, la pratique simultanée de ces « Trois Joyaux » est nécessaire, et indispensable, pour suivre la voie du salut. Le code moral jaïna, prescrit à la fois pour les laïques et pour les ascètes, est basé sur cette triple voie de la libération. Il est donc indispensable d'étudier les principales caractéristiques de ces trois éléments fondamentaux.

## La Foi juste

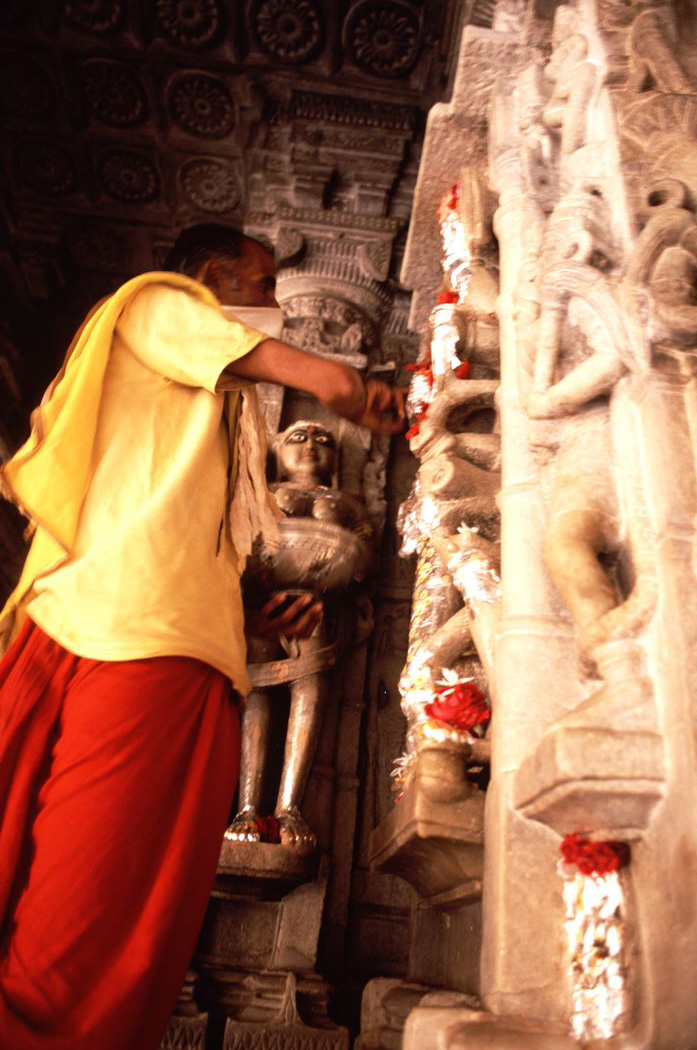
Un Jaïn au temple de Ranakpur face à une statue de « Tîrthankara »

### Ce que signifie la Foi juste
Il est clair que, des « Trois Joyaux » mentionnés plus haut, la Foi juste arrive en tête et qu'elle forme la base sur laquelle les deux autres reposent. Donc, il faut absolument avoir, par tous les moyens et en premier lieu, la vraie Foi, c'est-à-dire la conviction de la justesse des principes fondamentaux du jaïnisme, parce que ce n'est qu'en ayant une telle Foi que la Connaissance et la Conduite deviennent, elles-mêmes, justes.
Le terme de « Foi juste » a été défini par l'Âchârya Umâswâmi, dans le Tattvârthâdhigama-sûtra, comme suit : « La Foi juste c'est la Foi dans la vraie nature des substances ». En d'autres termes, avoir la Foi juste cela signifie avoir la véritable et ferme conviction de la justesse des réalités du jaïnisme, telles qu'elles sont, sans notions fausses.
La Foi juste doit aussi remplir huit conditions essentielles, être exempte de trois sortes de croyances superstitieuses et de huit sortes d'orgueils et d'arrogances.

### Les conditions requises par la Foi juste
Les écritures sacrées des jaïns affirment que la Foi juste se caractérise par huit conditions essentielles qui font son excellence. Ces conditions (anga) sont les suivantes :
- ne pas douter de la vérité et de la validité des principes du jaïnisme (nihshankita-anga) ;

- ne pas aimer ou désirer ou manifester de l'attrait pour les jouissances terrestres (nihkânksita-anga), puisque tout est impermanent ;

- refuser une attitude de dédain vis-à-vis de son corps, bien qu'il soit plein d'impuretés, et considérer qu'il peut être purifié par les « Trois Joyaux » (nirvichikitsita-anga) ;

- être exempt de perversité, et n'avoir pas de penchant pour la voie mauvaise (amûdhadrsti-anga) ;

- entretenir l'excellence spirituelle, et en sauvegarder le prestige, quand on voit qu'elle peut être amoindrie par la folie et les imperfections des autres. Faire l'éloge de ceux qui sont pieux et ne pas se moquer de ceux qui peuvent être hésitants dans leur recherche religieuse (upagûhana-anga) ;

- soutenir ceux qui ont des convictions justes et ramener les autres sur la bonne voie, en leur prêchant ou en leur rappelant les vérités religieuses, chaque fois qu'ils s'en égarent (sthitikarana-anga) ;

- avoir une considération aimante pour les personnes pieuses, de l'affection envers ceux qui pratiquent la même religion, du respect et de la dévotion pour ceux qui sont avancés sur la voie spirituelle, en les recevant avec courtoisie et en veillant à leur bien-être (vâtsalya-anga) ;

- enfin, s'efforcer de démontrer et de propager la grandeur des écritures et des principes jaïna, faire perdre les mauvaises habitudes aux gens et les détourner des mauvaises croyances, en leur prouvant l'importance de la vraie religion, en exerçant des fonctions religieuses et en pratiquant des œuvres charitables (prabhâvanâ-anga).

### Le rejet des superstitions
Les écritures jaïna exigent que la Foi juste soit exempte des trois sortes de superstitions (mûdhatâ) suivantes :
- la croyance à la fausse sainteté (loka-mûdhatâ). Cela concerne les bains dans certaines rivières, le fait de se jeter du haut des pics des montagnes, ou d'entrer dans le feu en pensant acquérir ainsi du mérite pour soi, ou pour ses proches. Ces trois pratiques sont considérées comme des actes pieux par certains adeptes de l'hindouisme ;

- la croyance à de faux dieux (deva-mûdhatâ). C'est, par exemple : reconnaître l'efficacité de dieux et de déesses de villages, crédités de certains pouvoirs, et essayer de les rendre favorables, ou obliger les fidèles à les prier pour obtenir d'eux des bienfaits ;

- la considération et la confiance vis-à-vis d'ascètes douteux (pâkhandi-mûdhatâ), en estimant que leur enseignement est une évangile de vérité, en les accueillant et en les respectant, dans l'espoir d'obtenir d'eux certaines faveurs, par le canal de leurs pouvoirs magiques et mystérieux, exercés dans leur intérêt personnel ou pour montrer leur talent.

Ainsi l'âme doit se débarrasser des superstitions et des doutes, afin que le terrain soit totalement propice à la croissance et au développement de la Foi juste.

### L'absence d'orgueil
En plus du rejet de trois sortes de superstitions, l'âme doit être exempte de huit sortes d'orgueils (mada) : de son savoir (jnâna), de son culte (pûjâ), de sa famille (kula), de sa classe et de ses relations familiales (jâti), de son pouvoir ou de sa force (bala), de sa richesse, de ses biens, de ses réalisations (riddhi), de ses pénitences ou de ses austérités religieuses (tapa), de son corps, de sa personne, de sa beauté ou de son apparence (vapus).
Il est évident que ces sortes d'orgueils sont susceptibles de troubler l'équilibre de l'esprit et de créer des sympathies ou des antipathies pour des gens ou pour des choses. Dans ce cas, le discernement risque d'être faussé ou perverti. Évidemment, tout sentiment d'orgueil, dans les domaines cités, peut fausser la vision des choses, aussi est-il nécessaire, pour permettre de posséder la Foi juste, qu'il soit effacé.

### La splendeur de la Foi juste
Les textes sacrés jaïna décrivent longuement la splendeur de la Foi juste et énumèrent les bienfaits que peut recevoir une personne qui la possède. Ils vont jusqu'à dire que l'ascétisme sans la Foi est inférieur à la Foi sans l'ascétisme et, même, que quelqu'un de condition modeste qui possède la Foi juste peut être considéré comme le plus capable d'élévation morale.
Bref, la Foi juste bénéficie d'une prééminence sur la Connaissance et la Conduite justes, car elle agit comme un pilote qui guide l'âme vers le salut. Il ne peut y avoir d'essor, de stabilité, de croissance, et d'épanouissement de la connaissance et du caractère, s'ils ne sont pas basés sur la Foi juste, sur la Croyance juste.

## La Connaissance juste

### Le rapport entre la Foi juste et la Connaissance juste
Après avoir accédé à la Foi juste, il est souhaitable d'acquérir la Connaissance juste. Pour ce qui est de leur rapport, il est dit spécifiquement que, bien que les deux aillent de pair, il y a une étroite relation de cause à effet entre elles, exactement comme entre la lampe et sa lumière. Certes, la lampe et la lumière vont ensemble, mais si la lampe précède la lumière, on ne peut pas dire que l'inverse soit possible. De la même manière, il existe une relation de cause à effet entre la Foi juste et la Connaissance juste, mais, bien qu'elles soient simultanées, la Connaissance juste ne peut pas précéder la Foi juste. De ce point de vue, la Connaissance juste est appelée l'effet, et la Foi juste la cause.

### La nature de la Connaissance juste
La Connaissance juste est décrite, dans les écritures jaïna, comme étant celle « qui montre la nature des choses, non de façon insuffisante, exagérée ou fausse, mais telle qu'elle est exactement ». Il est dit aussi qu'elle « consiste dans la compréhension totale de la nature véritable de l'âme et de la matière, et qu'elle doit être exempte de doute (samshaya), d'erreur (vimoha), et d'imprécision ou d'indétermination (vibhrama) ».
Les écritures jaïna déclarent toujours que la connaissance est parfaite quand elle ne pâtit pas d'une croyance fausse (mithyâtva). Cette dernière est l'ennemie de la Connaissance juste, car elle pervertit, à la fois, la compréhension et la façon de voir. C'est la raison pour laquelle tous les penseurs jaïna insistent tant sur l'élimination de l'esprit de la foi erronée. La croyance fausse rappelle, un peu, l'ignorance (avidyâ) du Védanta, le manque de discrimination (aviveka) du Samkhya, et l'illusion (mâyâ) des systèmes philosophiques bouddhiques.

### Les différentes sortes de connaissances
On peut distinguer cinq sortes de connaissances, suivant les moyens de les acquérir :
- la connaissance sensible. C'est la connaissance du soi et du non-soi. Elle s'acquiert par le canal des cinq sens et de l'esprit. Elle se limite évidemment aux choses qui existent ;

- la connaissance de la tradition. C'est la connaissance acquise par la lecture et l'audition des écritures. À la différence de la précédente, elle comprend tous les sujets, du passé, du présent, et du futur, contenus dans les écritures ;

- la connaissance clairvoyante. C'est celle des choses à distance du temps ou de lieu. Elle peut être acquise par les ascètes qui sont parvenus à la pureté de leur pensée, et qui en ont développé ses capacités par les austérités. Elle caractérise aussi les habitants des cieux et des enfers ;

- la connaissance intuitive. C'est la connaissance directe des pensées et des sentiments des autres. On peut l'obtenir par la maîtrise de soi ;

- la connaissance parfaite ou omniscience. C'est celle qui est totale, parfaite, sans limite de temps et de lieu. C'est la caractéristique de l'âme dans son état de pureté absolue, qui entraîne l'état de Tîrthankara ou d'âme parfaite.

### Les exigences de la Connaissance juste
Comme la Foi juste, la Connaissance juste a huit exigences, ou piliers, que constituent :
- l'usage correct des mots. Pour cela, la lecture, l'écriture et la prononciation de chaque lettre, de chaque mot, doivent être effectuées correctement, et l'étude des livres accomplie avec soin et avec foi ;

- la signification. La lecture doit être faite dans le but de comprendre le sens et la signification des mots, des phrases, du texte ; une lecture machinale, sans compréhension, ne sert à rien ;

- le sérieux. C'est la combinaison des deux éléments précédents car, ensemble, ils complètent le processus et la portée de la lecture, c'est-à-dire qu'une simple lecture superficielle est insuffisante ;

- le respect. Il est indispensable d'avoir du respect pour les écritures, afin d'accroître la dévotion pour l'étude ;

- la justesse. On doit s'efforcer de comprendre les expressions difficiles et les idées peu faciles à expliquer, afin de ne pas en tirer des conclusions inexactes, susceptibles de provoquer une conduite mauvaise ;

- le zèle. Le zèle est essentiel dans la maîtrise d'un sujet, pour soutenir l'intérêt et la continuité de l'étude ;

- l'ouverture d'esprit. On doit avoir une attitude ouverte, afin que des considérations mesquines ne privent pas de la totalité de la connaissance ;

- l'observation du temps opportun. Cela signifie qu'il faut éviter, pour l'étude, les moments qui ne conviennent pas, et que ceux choisis à cette fin doivent être calmes, exempts de troubles, de tracas et d'anxiétés.

En résumé, la Connaissance juste peut être acquise par la lecture, et par l'audition des écritures avec dévotion, avec zèle, avec respect, avec sérieux, avec la compréhension exacte de leur sens, au moment opportun, et avec l'ouverture d'esprit qui convient.
Pour conclure, on peut dire que la Foi juste et la connaissance juste sont étroitement associées, comme la lampe et sa lumière. Bien que la lampe et la lumière aillent ensemble, il faut avoir une lampe, de l'huile, et une mèche pour l'allumer. De même, pour avoir la Connaissance juste, il faut une immense piété et un  urgent désir de connaître - l'huile, il faut aussi les sources de connaissance - les écritures, il faut également les exposés des précepteurs et des saints - la mèche, il faut enfin, la recherche et l'étude dévotes - l'allumage de la lampe ; alors seulement il peut y avoir la lumière, la connaissance.

## La Conduite juste

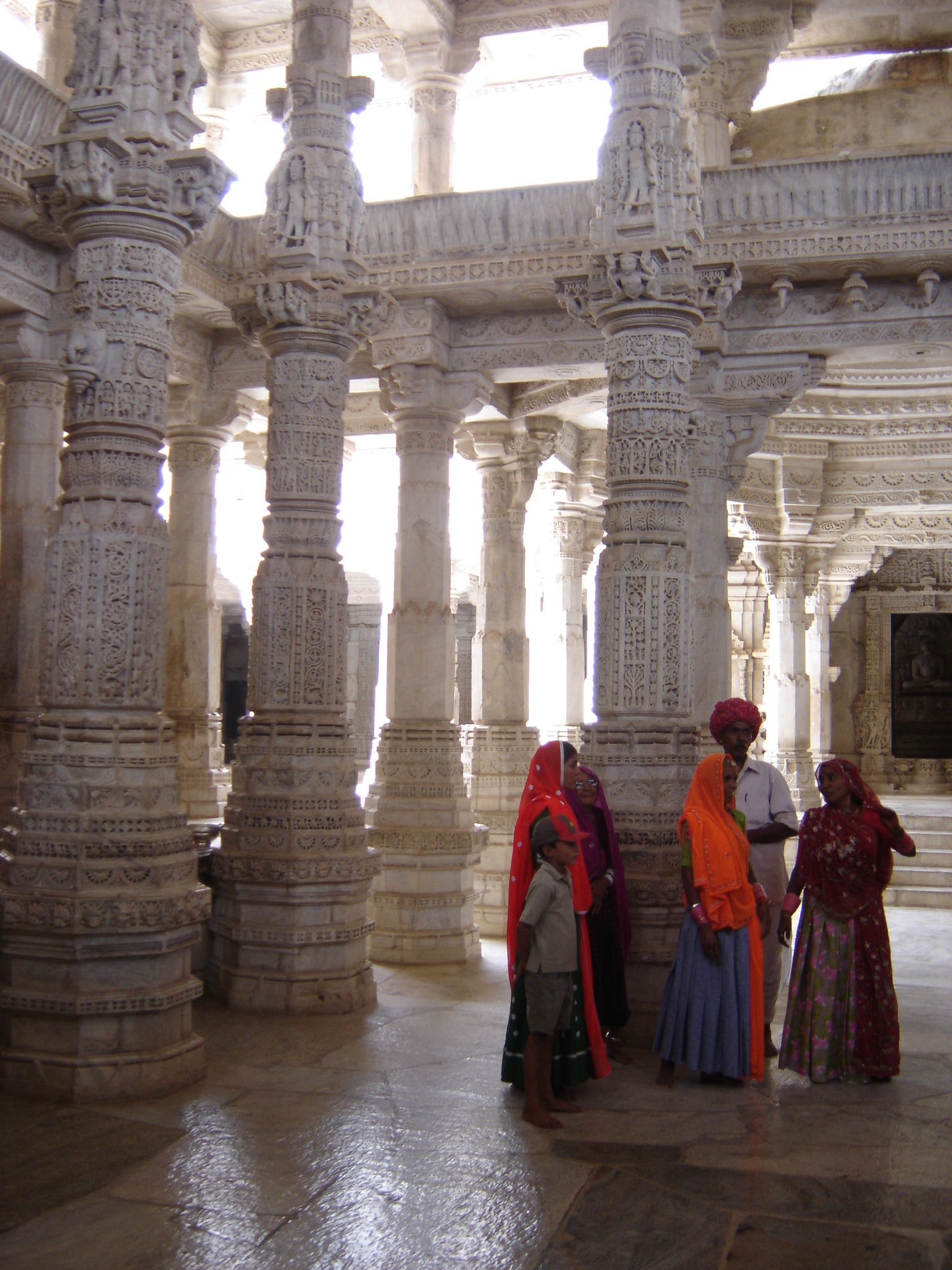
Une famille au temple jaïna de Ranakpur

Après la Foi et la Connaissance justes, le troisième moyen indispensable pour parvenir au salut, c'est la Conduite juste. Une très grande place est donnée à cette dernière, par le jaïnisme.
La Foi et la Connaissance justes délivrent l'être humain de l'erreur, et elles lui apprennent les principes fondamentaux qui l'éclairent sur ce qui est digne de réalisation et sur ce à quoi il faut renoncer. Elles l'amènent à la Conduite juste, qui est le constituant et le couronnement de la voie pour parvenir au salut. C'est la raison pour laquelle une conduite qui est en infraction avec la Foi et la Connaissance justes est considérée comme mauvaise.
Ainsi, la Conduite ne devient parfaite que si elle est en harmonie avec la Foi et la Connaissance justes. De ce fait, dans le processus de réalisation de soi, ce n'est que lorsque la Connaissance juste, fondée sur la Foi juste, se traduit en une discipline pratique et spirituelle, que la voie de la libération de l'âme du cycle des naissances et des morts devient facile. C'est la raison pour laquelle les écritures jaïna prescrivent, à ceux qui ont la Foi et la Connaissance justes, d'observer les règles de la Conduite juste. Ce n'est, en effet, que par la pratique de cette Conduite que la matière karmique associée à l'âme peut être éliminée.
Une telle Conduite comporte des règles de discipline qui réfrènent les mouvements censurables de la pensée, de la parole et du corps, qui affaiblissent et suppriment les activités passionnelles et qui conduisent au détachement et à la pureté.
Il y a deux sortes de Conduites justes, suivant le degré d'intensité de leur pratique réelle, à savoir : la conduite partielle, imparfaite, avec des réserves, et la conduite complète, parfaite, sans réserve.
La première implique une pratique avec un degré croissant de diligence, de sévérité et de pureté, la seconde une pratique de toutes les règles avec une rigueur et un degré de spiritualité très élevés.
La pratique partielle de la Conduite juste est celle qu'observent les laïques, qui restent empêtrés dans le monde. On l'appelle aussi la conduite des laïcs (shrâvaka-dharma),
La conduite sans réserves est celle observée par les ascètes, par ceux qui ont renoncé aux attaches terrestres. On l'appelle aussi la conduite des ascètes (muni-dharma),
Les nombreuses règles de conduite, prescrites pour les laïcs et pour les ascètes, constituent la morale jaïna. Ces règles sont exposées dans la section suivante.